# Văn học trung đại

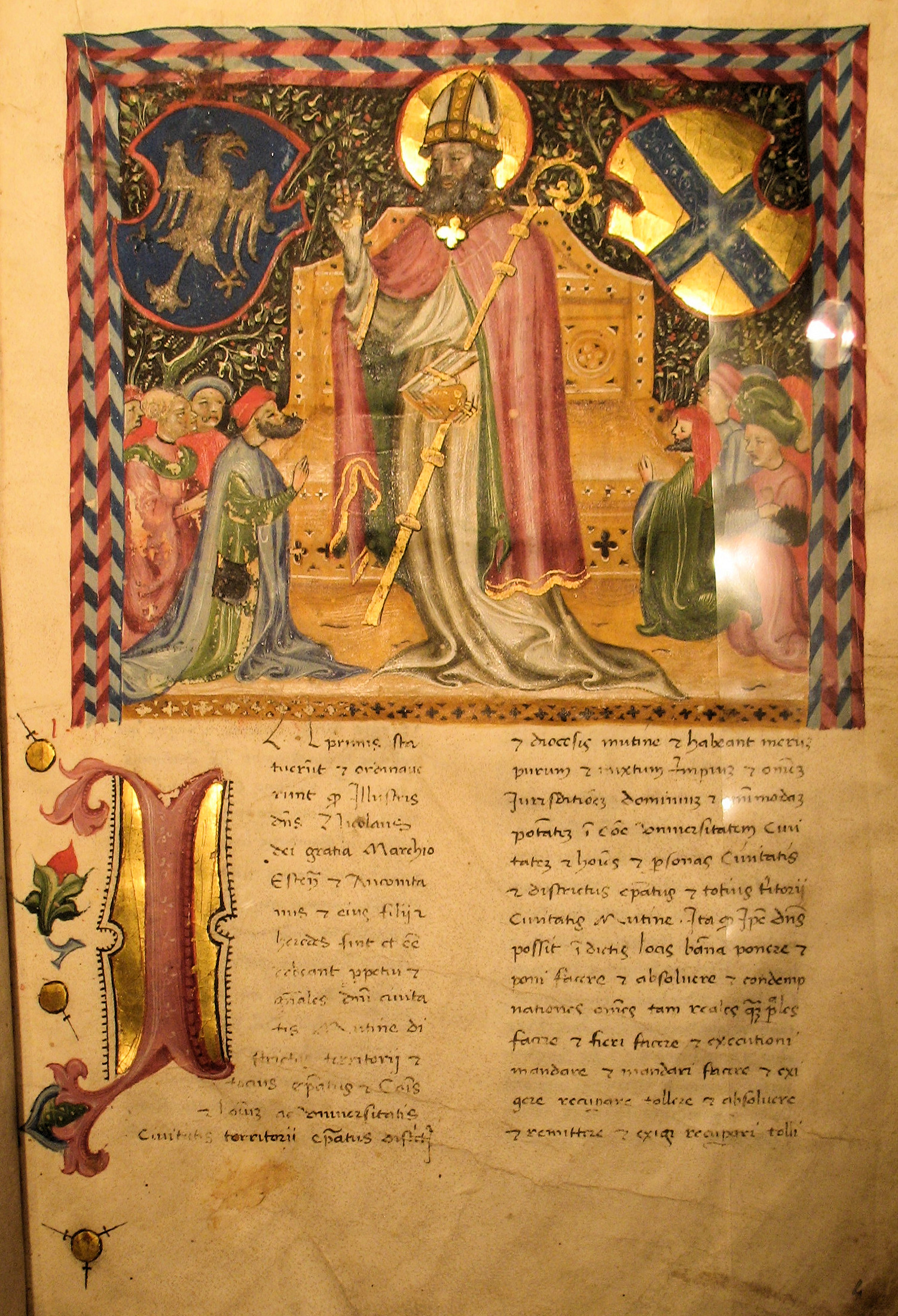
Statuta Mutine Reformata, 1420–1485; codex trên giấy da được đóng bằng gỗ cùng các mảng đồng thau đóng ở các góc và một móc đóng ở giữa.

Văn học trung đại là một chủ đề bao quát, chủ yếu gồm các hoạt động sáng tác và phê bình những tác phẩm truyền lại bằng văn bản hoặc trí nhớ, tập trung ở giai đoạn trọng yếu nhất trong lịch sử nhân loại. Căn bản thời kì văn học này tính từ hậu Công Nguyên đến trước thềm cách mạng công nghiệp.

## Lịch sử
Văn học thời kì này được coi là dài nhất và cũng nhiều thành tựu nhất trong tiến trình lịch sử văn học. Đó là sự trưởng thành của các tác phẩm từ tông giáo đến thế tục, từ thiêng liêng cao cả đến dâm đãng chất phác. Tuy nhiên, điều đáng kể là nó đóng góp lớn cho sự phát triển của chất liệu sáng tác và phê bình (chủ yếu là giấy), sự phong phú phức tạp của ngôn ngữ và thể loại mà ngay cả hậu kì hiện đại cũng không phát huy được bằng

## Thuật ngữ
Ngày nay, trong học giới có hai luồng định vị thế nào là văn học trung đại:
- Trong không gian Âu châu cùng một phần Trung Đông và Bắc Phi, văn học trung đại (tiếng Anh: Medieval literature) được xác định từ sự kiện Đế quốc Tây La Mã cáo chung, tương ứng thế kỷ V sau Công Nguyên, tới thời điểm xuất hiện trào lưu văn nghệ phục hưng - thế kỷ XIV[3][4]. Riêng tại Đông Âu kéo dài thêm chút là sau thời kì Mông Cổ xâm nhập, hoặc tại Nga là khi triều Romanov thành lập.
- Tại phần Đông Á châu, văn học trung đại (tiếng Trung: 中世紀文學) lại chia thành hai luận điểm: Từ đầu thế kỷ XX, khi bổ chú lại hệ thống tác phẩm cổ điển, giới phê bình Á Đông tạm coi văn học trung đại tiên khởi từ sự kiện Tào Ngụy Minh Đế soán ngôi triều Hán, tương ứng thế kỷ III sau Công Nguyên, và bản thân Minh Đế cũng là thi nhân và phê bình gia lừng danh; thời điểm kết thúc văn học trung đại nhìn chung được chấp nhận là sự kiện Cách mạng Tân Hợi, hoặc khi Nhật Bản thôn tính Triều Tiên; một quan điểm cực đoan hơn thì coi là sự kiện Nhật-Nga chiến tranh. Kể từ thập niên 1990, trong giới phê bình Á Đông và học giả Tây phương chuyên nghiên cứu văn học Á châu thì coi thời kì văn học Tùy-Đường mới bắt đầu văn học trung đại.
- Tại tiểu vùng Ấn Độ, văn học trung đại (tiếng Bengal: মধ্যযুগীয় সাহিত্য) được nhận định từ thời kì Gupta (thế kỷ IV sau Công Nguyên) đến khi Đế quốc Sikh cáo chung (thế kỷ XIX).
- Tại Trung Đông và châu Phi, văn học trung đại (tiếng Ả Rập: أدب القرون الوسطى) gắn liền với thời hoàng kim của đạo Islam, khi văn nghệ Arab gây ảnh hưởng sang mọi nền văn minh khác. Thời kì văn học này xuất phát từ năm 610 sau Công Nguyên (năm 1 lịch Hồi giáo) cho đến thời điểm Đế quốc Ottoman nhượng vị cho chính phủ Thổ Nhĩ Kỳ, tức năm 1923.
- Tại Việt Nam, quan niệm học giới trước cải cách gọi văn học trung đại (Hán Nôm: 中代文學) là thời kì văn học phong kiến quân chủ[5] để đối lập với thời kì dân chủ tự do của Tự Lực văn đoàn và các phong trào văn nghệ do Việt Minh phát động. Kể từ thập niên 1990, trong các giáo trình và luận văn khoa học, văn học trung đại bắt đầu từ sự kiện Ngô Quyền đại phá quân Nam Hán hoặc khi Đinh Tiên Hoàng xưng đế, tương ứng thế kỷ X, đến thời điểm triều Nguyễn kí Hòa ước Patenôtre - cuối thế kỷ XIX. Cũng có quan điểm hẹp hơn coi mốc kết thúc là năm 1900, khi Đế quốc thực dân Pháp ban hành chính sách khai thác thuộc địa.

### Nội ngữ
- Văn học trung đại Việt Nam - vài nét đặc thù
- Phân tích đóng góp văn học trung đại Việt Nam Lưu trữ ngày 5 tháng 8 năm 2020 tại Wayback Machine
- So sánh văn học hiện đại và trung đại
- Sự thể hiện con người trong văn học trung đại Việt Nam
- Hình ảnh con người trong văn học trung đại Việt Nam
- Việt nho qua một số tác phẩm văn học trung đại[liên kết hỏng]
- Đặc trưng thi pháp văn học trung đại Việt Nam Lưu trữ ngày 26 tháng 9 năm 2020 tại Wayback Machine
- Không gian nghệ thuật trong thơ trung đại Việt Nam

### Ngoại ngữ
- The Labyrinth: Resources for Medieval Studies
- The Internet Medieval Sourcebook Project
- Medieval and Renaissance manuscripts, Vulgates, Books of Hours, Medicinal Texts and more, 12 - 17th century, Center for Digital Initiatives, University of Vermont Libraries
- Luminarium: Anthology of Middle English Literature Lưu trữ ngày 8 tháng 3 năm 2007 tại Wayback Machine
- Medieval Nordic Literature at the Icelandic Saga Database